# Голунский, Сергей Александрович
Серге́й Алекса́ндрович Голунский (4 (16) июля 1895, Москва — 29 ноября 1962, Москва) — советский правовед, специалист по международному праву и криминалистике, дипломат, доктор юридических наук, профессор МГУ, член-корреспондент Академии наук СССР по Отделению общественных наук (право).

## Биография
После окончания гимназии поступил на юридический факультет Московского университета, который окончил в 1917 году.
В этом же году поступил в аспирантуру Московского университета и успешно её окончил в 1919 году без защиты диссертации.
В 1923—1939 гг. работал в органах прокуратуры. Сначала помощником прокурора в Новгородской губернии, с 1926 г. — старшим помощником Северо-Кавказского краевого прокурора. С 1929 г. в прокуратуре Кабардино-Балкарии, затем в прокуратуре РСФСР.
С начала 1934 г. Голунский преподавал уголовный процесс и криминалистику в Московском правовом институте, затем в Правовой академии при ЦИК СССР.
В октябре 1937 г. ему присуждается ученая степень кандидата юридических наук без защиты диссертации, в июне 1938 г. присваивается звание профессора, а в ноябре того же года ученый защищает докторскую диссертацию на тему: «Процессуальные условия и порядок привлечения к уголовной ответственности и предания суду».
28 января 1939 г. избран членом-корреспондентом Академии наук СССР.
Был помощником Вышинского.
В 1939—1940 гг. заведующий секцией в институте права АН СССР.
С 1940 по 1943 г. работал в Военно-юридической академии.
В 1941 г. вступил в КПСС.
В 1943—1952 гг. начальник Договорно-правового отдела МИД СССР. Участвовал в работе Потсдамской конференции в качестве эксперта и переводчика. Участвовал в работе конференций в Дамбартон Оакс и Сан-Франциско, на которых было принято решение о создании ООН. Выступал обвинителем от СССР на Токийском процессе над японскими военными преступниками. (Перед процессом был заменен А. Н. Васильевым)
В 1947—1948 гг. входил в Постоянную комиссию по проведению открытых судебных процессов по наиболее важным делам бывших военнослужащих германской армии и немецких карательных органов, изобличенных в зверствах против советских граждан на временно оккупированной территории Советского Союза. В 1952—1953 гг. член Международного суда ООН.
В 1954—1958 гг. директор Всесоюзного научно-исследовательского института криминалистики, в 1959—1961 гг. главный редактор журнала «Советское государство и право».

## Научная деятельность
Круг научных интересов Голунского С. А. чрезвычайно широк, он опубликовал ряд трудов по общей теории государства и права, судоустройству, уголовному процессу, криминалистике, уголовному праву, международному праву, истории государства и права.
С. А. Голунским совместно с М. С. Строговичем был написан первый советский учебник «Теория государства и права» (1940), по которому обучались несколько поколений юристов.
Им написаны монографии: «Техника и методика расследования преступлений» (1934); «О вероятности и достоверности в уголовном процессе» (1936); Лекции по судоустройству (1939) (в соавт.); «Судоустройство в СССР» (1940) (в соавт.).
С. А. Голунский применил новые многосистемные переходы к понятию права, правовой нормы, правового регулирования, вышел за пределы традиционных юридических понятий цели в праве, способов его исполнения, соблюдения, применения, что нашло своё воплощение в статьях, написанных в последний год его жизни: «К вопросу о понятии правовой нормы в теории социалистического права» (Советское государство и право. 1962. № 4); «Основные направления развития общенародного права» (Советское государство и право. 1962. № 11).

### Основные работы

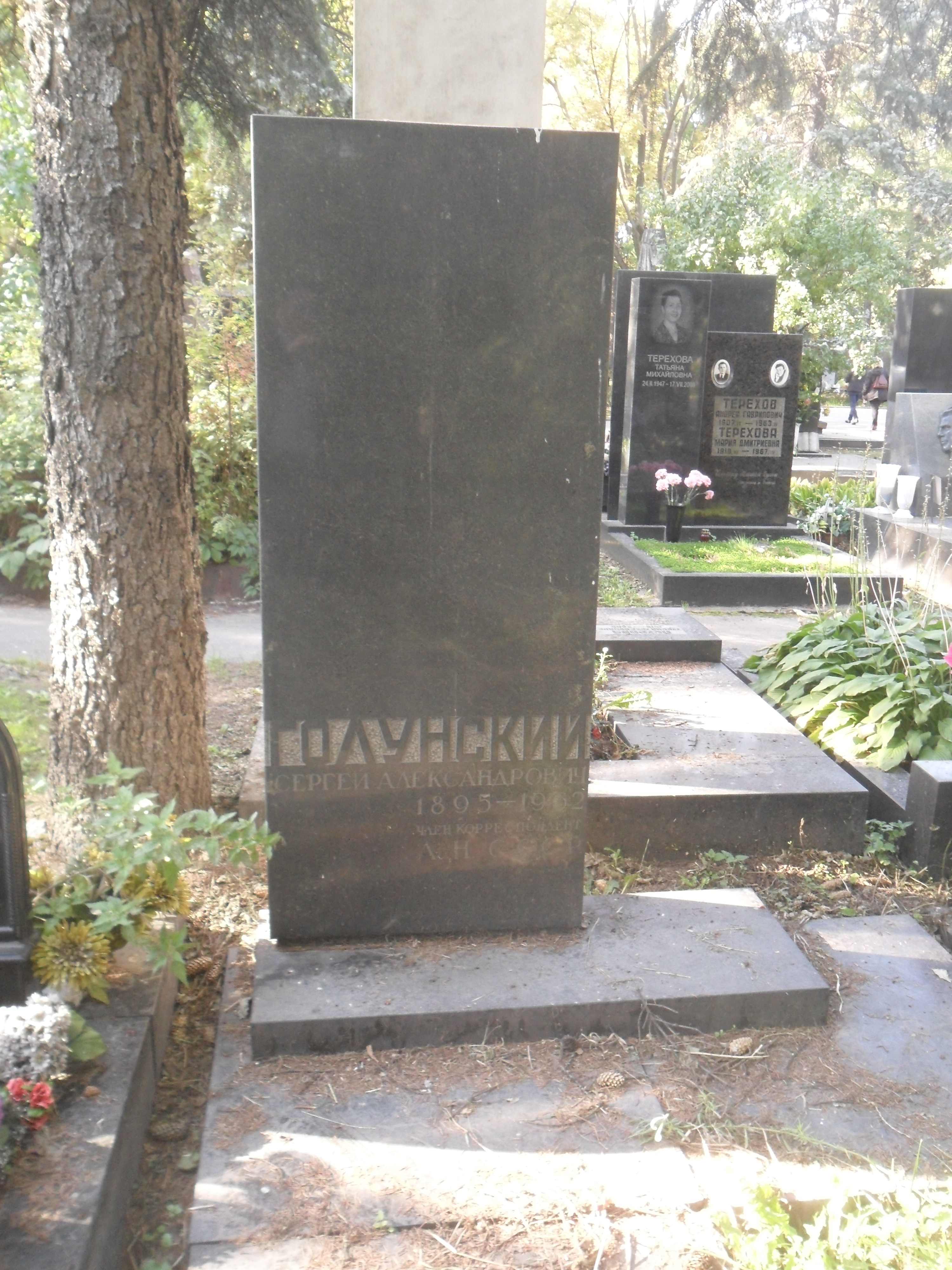
Могила Голунского на Новодевичьем кладбище Москвы.

- Техника и методика расследования преступлений. — М., 1934.
- О вероятности и достоверности в уголовном процессе. — М., 1936.
- Тактика допроса. — М., 1936.
- Осмотр места преступления. — М., 1936.
- Расследование дел о растратах подотчетных сумм. — М., 1937.
- Процессуальные условия и порядок привлечения к уголовной ответственности и предания суду. Дис… док. юр. наук. — М., 1938.
- Криминалистическая методика. Учебник. — М., 1939.
- Лекции по судоустройству. — М., 1939 (в соавт.).
- Судоустройство в СССР. — М., 1940 (в соавт.).
- Теория государства и права. — М., 1940 (в соавт.).
- Судоустройство в СССР. Учебник. — М., 1946.
- Советский уголовный процесс. Учебник. — М., 1953.
- Криминалистика. Учебник. — М., 1959.
- К вопросу о понятии правовой нормы в теории социалистического права // Советское государство и право. 1962. № 4.
- Основные направления развития общенародного права // Советское государство и право. 1962. № 11.
- Политическая организация советского общества. — М., 1967.

## Награды
- орден Отечественной войны 1-й степени (5 ноября 1945)
- Орден Трудового Красного знамени (4 ноября 1944) — за выдающиеся заслуги в деле подготовки специалистов для народного хозяйства и культурного строительства
- Орден Трудового Красного Знамени (10 июня 1945)
- медали